# Skogsforskningsinstitutet, Finland
Skogsforskningsinstitutet, ofta kallat Metla efter sitt finska namn Metsäntutkimuslaitos, är ett finländskt forskningsinstitut inom skogsvetenskap.
Metla grundades i oktober 1917 och inledde sin verksamhet i juli 1918. Institutet lyder under jord- och skogsbruksministeriet.
Huvudkontoret ligger i Vanda.